# چیپلوو
چیپلوو (به لهستانی:  Cieplewo) یک روستا در لهستان است که در گمینا پروشچ گدانگسکی واقع شده‌است. چیپلوو ۷۱۰ نفر جمعیت دارد.